# بلوودسک
بلوودسک (به لاتین: Belovodskoye) یک روستا در قرقیزستان است که در شهرستان مسکوفسکی، قرقیزستان واقع شده‌است. بلوودسک ۲۱٬۲۷۵ نفر جمعیت دارد و ۷۳۲ متر بالاتر از سطح دریا واقع شده‌است.